# South Australia International 1995
Die South Australia International 1995 im Badminton fanden vom 8. bis zum 9. Juli 1995 statt.

## Sieger und Platzierte
| Disziplin    | Gold                         | Silber                         | Bronze                      |
| ------------ | ---------------------------- | ------------------------------ | --------------------------- |
| Herreneinzel | Paul Stevenson               | David Humble                   | Andrew Connolly             |
| Herreneinzel | Paul Stevenson               | David Humble                   | Murray Hocking              |
| Dameneinzel  | Lisa Campbell                | Rayoni Head                    | Michelle Currie             |
| Dameneinzel  | Lisa Campbell                | Rayoni Head                    | Lynda Graves                |
| Herrendoppel | Peter Blackburn Paul Staight | Andrew Connolly Murray Hocking | Lee Jones Dean Lewis        |
| Herrendoppel | Peter Blackburn Paul Staight | Andrew Connolly Murray Hocking | David Draper Mark Grundy    |
| Damendoppel  | Rhonda Cator Amanda Hardy    | Jenny Gibson Lynda Graves      | Dawn Chambers Robyn Limbert |
| Damendoppel  | Rhonda Cator Amanda Hardy    | Jenny Gibson Lynda Graves      | Michelle Currie Rayoni Head |
| Mixed        | Paul Stevenson Amanda Hardy  | Peter Blackburn Rhonda Cator   | David Draper Jenny Gibson   |
| Mixed        | Paul Stevenson Amanda Hardy  | Peter Blackburn Rhonda Cator   | Mark Grundy Robyn Limbert   |

## Finalergebnisse
| Disziplin    | Sieger                       | Finalist                       | Ergebnis   |
| ------------ | ---------------------------- | ------------------------------ | ---------- |
| Herreneinzel | Paul Stevenson               | David Humble                   | 15–5, 15–5 |
| Dameneinzel  | Lisa Campbell                | Rayoni Head                    | 11–1, 11–2 |
| Herrendoppel | Peter Blackburn Paul Staight | Andrew Connolly Murray Hocking | 15–3, 15–9 |
| Damendoppel  | Rhonda Cator Amanda Hardy    | Jenny Gibson Lynda Graves      | 15–2, 15–0 |
| Mixed        | Paul Stevenson Amanda Hardy  | Peter Blackburn Rhonda Cator   | w.o.       |